# Théobald II de Verdun

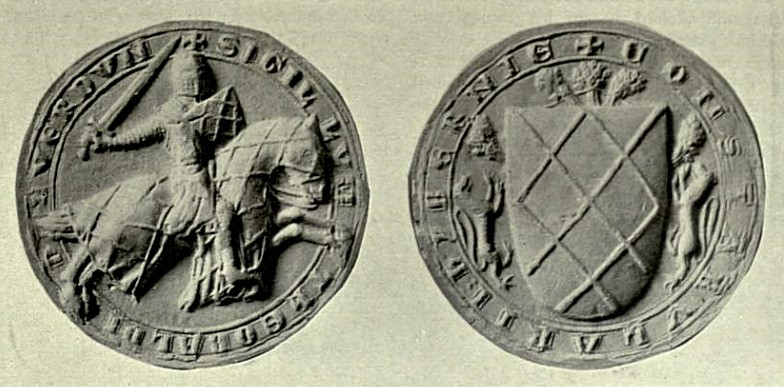
Sceau de Théobald de Verdun, d'or fretté de gueules

Théobald (ou Thibault) II de Verdun, né le 8 septembre 1278 et mort le 27 juillet 1316, est un noble et militaire anglais du début du XIVe siècle.

## Biographie
Né le 8 septembre 1278, Théobald II de Verdun est le deuxième fils du baron Théobald Ier de Verdun, petit fils de Roesia de Verdun et de Théobald Le Botilier, et de son épouse Marguerite de Bohun, petite-fille d'Humphrey de Bohun, 2e comte de Hereford. Il passe vraisemblablement son enfance en Irlande, où son père est au service du roi d'Angleterre Édouard Ier depuis 1275. À la suite du décès prématuré de son frère aîné John en juin 1297, Théobald devient l'héritier des possessions paternelles. La même année, il se rend en Aquitaine à la place de son père, où il combat lors de la guerre franco-anglaise. Son père Théobald Ier, trop malade pour venir en soutien à Édouard Ier, l'envoie également assister le roi lors de ses expéditions en Écosse. Théobald II est ainsi fait chevalier par le roi le 24 juin 1298 et, un mois plus tard, le 22 juillet, est présent lors de la victoire de Falkirk contre les Écossais menés par William Wallace. 
Même si son père est toujours convié aux sessions du Parlement d'Angleterre jusqu'en 1301 au moins et ce en dépit de ses absences prolongées en Irlande, Théobald II de Verdun est lui-même convoqué au Parlement par le roi, à dater du 29 décembre 1299. Ceci pourrait expliquer pourquoi il est parfois considéré comme le premier baron Verdun, même si son père en a reçu le titre le 24 juin 1295. Il rend hommage au nom de son père auprès de l'héritier du trône Édouard de Carnarvon, créé prince de Galles le 7 février 1301, pour ses possessions galloises. Le 29 juillet 1302, Théobald épouse Maud Mortimer, fille d'Edmond Mortimer, 2e baron Mortimer de Wigmore, et de son épouse Marguerite de Fiennes, qui lui apporte en dot plusieurs domaines en Irlande et lui permet d'étendre quelque peu ses propres propriétés locales. Leur union produit trois filles : Jeanne, Élisabeth et Marguerite. 
À la mort de son père le 24 août 1309, Théobald II de Verdun hérite de ses nombreuses possessions, qui incluent notamment Alton dans le Staffordshire, Brandon dans le Warwickshire, Farnham Royal dans le Buckinghamshire, Ewyas Lacy dans les Marches galloises et d'autres terres du Leicestershire. Il reprend également possession des terres irlandaises de Dundalk et de Meath qui avaient été confisquées à son père par Édouard Ier en 1291. En avril 1313, il est nommé juge d'Irlande par le roi Édouard II. Toutefois, la défaite catastrophique anglaise face aux Écossais à Bannockburn le 24 juin 1314 incite le roi à le rappeler en Angleterre pour défendre le nord du royaume face aux raids écossais. À la suite du débarquement en Irlande le 26 mai 1315 d'une armée écossaise commandée par Édouard Bruce, Théobald de Verdun est renvoyé en Irlande pour l'affronter.
Il y rejoint alors l'armée commandée par son beau-frère Roger Mortimer, 3e baron Mortimer de Wigmore, et l'accompagne le 6 ou 7 novembre 1315 lors de la bataille de Kells, livrée près Meath. L'affrontement est un revers cinglant pour les Anglais, qui doivent se retirer en précipitation à Dublin. Théobald II de Verdun rentre peu après définitivement en Angleterre, vers décembre 1315.
Peu après son retour, Théobald II de Verdun enlève à Bristol le 3 février 1316 Élisabeth de Clare et l'épouse le lendemain. Veuf de sa première épouse Maud depuis le 18 septembre 1312, Théobald s'est fiancé en Irlande au cours de l'année 1315 avec Élisabeth, riche héritière de son frère Gilbert et propre nièce du roi Édouard II. Le rappel d'Élisabeth par son oncle a contrarié les plans de Théobald, qui est attiré par ses nombreuses possessions en Angleterre. Le mariage se fait sans la permission du roi. Toutefois, Théobald de Verdun n'a pas le temps de profiter des biens de sa nouvelle épouse, puisqu'il meurt de la typhoïde à Alton dès le 27 juillet 1316. Inhumé le 19 septembre suivant à l'abbaye de Croxden, il laisse son épouse enceinte. Élisabeth de Clare accouche au prieuré d'Amesbury le 21 mars 1317 d'une fille, Isabelle. En l'absence d'un héritier mâle direct, le titre de baron Verdun s'éteint et les différents biens de Théobald sont répartis entre ses quatre filles. Mais le partage semble se faire au détriment d'Isabelle de Verdun et, en 1335, son époux Henry Ferrers, 2e baron Ferrers de Groby, obtient du roi Édouard III qu'il soit réévalué en sa faveur, prétextant de l'immiscion de Roger Mortimer afin de favoriser ses trois nièces.

## Descendance
De son premier mariage avec Maud Mortimer, Théobald II de Verdun a trois filles :
- Jeanne de Verdun (9 août 1303 – octobre 1334), épouse John Montagu, puis Thomas Furnival ;
- Élisabeth de Verdun (avant le 11 juin 1306 – mai 1360), épouse Bartholomew Burghersh ;
- Marguerite de Verdun (10 août 1310 – après 1377), épouse d'abord William le Blount, puis Mark Hose, et enfin John Crophill.

Son second mariage avec Élisabeth de Clare produit quant à lui une fille :
- Isabelle de Verdun (21 mars 1317 – 25 juillet 1349), épouse Henry Ferrers.